# Elezioni comunali in Sicilia del 2017
Le elezioni comunali in Sicilia del 2017 si tennero l'11 giugno (con ballottaggio il 25 giugno).
A seguito della nuova legge elettorale regionale per le elezioni locali basterà ricevere il 40% dei voti per vincere al primo turno e ricevere il 60% dei seggi alla coalizione vincente: viene nuovamente ripristinato il cosiddetto voto di trascinamento. Il seggio al candidato sindaco perdente viene concesso solo al miglior perdente.

## Città metropolitana di Palermo

### Palermo
|                                                                                          | Leoluca Orlando ✔️ Sindaco | 125 913              | 46,28 | Movimento 139                                                                 | 20 373  | 8,61 | 5  |  |  |
| Palermo 2022                                                                             | Leoluca Orlando ✔️ Sindaco | 125 913              | 46,28 | 20 342                                                                        | 8,60    | 5    |    |  |  |
| Democratici e Popolari (Partito Democratico-Alternativa Popolare-Centristi per l'Europa) | Leoluca Orlando ✔️ Sindaco | 125 913              | 46,28 | 20 278                                                                        | 8,57    | 5    |    |  |  |
| Uniti per Palermo                                                                        | Leoluca Orlando ✔️ Sindaco | 125 913              | 46,28 | 18 006                                                                        | 7,61    | 5    |    |  |  |
| Sinistra in Comune (Rifondazione Comunista-Sinistra Italiana-L'Altra Europa con Tsipras  | Leoluca Orlando ✔️ Sindaco | 125 913              | 46,28 | 16 333                                                                        | 6,90    | 4    |    |  |  |
| (Alleanza per Palermo-Movimento d'Iniziativa Popolare                                    | Leoluca Orlando ✔️ Sindaco | 125 913              | 46,28 | 9 985                                                                         | 4,22    | –    |    |  |  |
| Mosaico Palermo                                                                          | Leoluca Orlando ✔️ Sindaco | 125 913              | 46,28 | 8 740                                                                         | 3,69    | –    |    |  |  |
|                                                                                          | Fabrizio Ferrandelli       | 84 863               | 31,19 | Forza Italia                                                                  | 20 367  | 8,61 | 4  |  |  |
| Per Palermo con Fabrizio                                                                 | Fabrizio Ferrandelli       | 84 863               | 31,19 | 17 727                                                                        | 7,49    | 3    |    |  |  |
| I Coraggiosi                                                                             | Fabrizio Ferrandelli       | 84 863               | 31,19 | 14 349                                                                        | 6,07    | 3    |    |  |  |
| Cantiere Popolare                                                                        | Fabrizio Ferrandelli       | 84 863               | 31,19 | 10 071                                                                        | 4,26    | –    |    |  |  |
| Unione di Centro-Liberali-Popolari                                                       | Fabrizio Ferrandelli       | 84 863               | 31,19 | 7 240                                                                         | 3,06    | –    |    |  |  |
| Palermo Prima di Tutto                                                                   | Fabrizio Ferrandelli       | 84 863               | 31,19 | 5 445                                                                         | 2,30    | –    |    |  |  |
| Al Centro (Forza Palermo-Palermo al Centro)                                              | Fabrizio Ferrandelli       | 84 863               | 31,19 | 2 036                                                                         | 0,86    | –    |    |  |  |
| Seggio di coalizione                                                                     | Seggio di coalizione       | Seggio di coalizione | 31,19 | 1                                                                             |         |      |    |  |  |
|                                                                                          | Salvatore Ugo Forello      | 44 271               | 16,27 | Movimento 5 Stelle                                                            | 23 058  | 9,75 | 3  |  |  |
|                                                                                          | Ismaele La Vardera         | 7 043                | 2,59  | Centrodestra per Palermo (Noi con Salvini-Fratelli d'Italia-Il Centro Destra) | 6 596   | 2,79 | –  |  |  |
|                                                                                          | Nadia Spallitta            | 5 220                | 1,92  | Spallitta Sindaco (Federazione dei Verdi-Palermo Città Futura)                | 3 700   | 1,56 | –  |  |  |
|                                                                                          | Ciro Lomonte               | 4 797                | 1,76  | Siciliani Liberi                                                              | 4 041   | 1,71 | –  |  |  |
| Totale                                                                                   | Totale                     | 272 097              | 100   |                                                                               | 236 579 | 100  | 40 |  |  |
|                                                                                          |                            |                      |       |                                                                               |         |      |    |  |  |
| Fonte: Ministero dell'interno                                                            |                            |                      |       |                                                                               |         |      |    |  |  |

### Termini Imerese
| Candidati                                                                                | Candidati                   | II turno                   | II turno                   | I turno | I turno | Liste                 | Voti   | %     | Seggi |
| Candidati                                                                                | Candidati                   | Voti                       | %                          | Voti    | %       | Liste                 | Voti   | %     | Seggi |
| ---------------------------------------------------------------------------------------- | --------------------------- | -------------------------- | -------------------------- | ------- | ------- | --------------------- | ------ | ----- | ----- |
|                                                                                          | Francesco Giunta ✔️ Sindaco | 4 962                      | 50,59                      | 3 451   | 22,41   | #francescogiunta2017  | 1 647  | 10,81 | 5     |
| Forza Italia                                                                             | Francesco Giunta ✔️ Sindaco | 4 962                      | 50,59                      | 3 451   | 22,41   | 1 130                 | 7,42   | 3     |       |
| Fratelli d'Italia                                                                        | Francesco Giunta ✔️ Sindaco | 4 962                      | 50,59                      | 3 451   | 22,41   | 837                   | 5,50   | 2     |       |
|                                                                                          | Vincenzo Fasone             | 4 846                      | 49,41                      | 3 279   | 21,29   | La Città che Vogliamo | 1 319  | 8,66  | 1     |
| Patto per Termini                                                                        | Vincenzo Fasone             | 4 846                      | 49,41                      | 3 279   | 21,29   | 1 273                 | 8,36   | 1     |       |
| Termini Imerese è la Mia Città                                                           | Vincenzo Fasone             | 4 846                      | 49,41                      | 3 279   | 21,29   | 1 092                 | 7,17   | –     |       |
| Seggio di coalizione                                                                     | Seggio di coalizione        | Seggio di coalizione       | 49,41                      | 3 279   | 21,29   | 1                     |        |       |       |
|                                                                                          | Armando Di Liberto          | Armando Di Liberto         | Armando Di Liberto         | 3 239   | 21,04   | Movimento 5 Stelle    | 1 861  | 12,22 | 1     |
|                                                                                          | Giuseppe Lucio Maria Preti  | Giuseppe Lucio Maria Preti | Giuseppe Lucio Maria Preti | 2 991   | 19,42   | Termini al Centro     | 1 334  | 8,76  | 1     |
| Ama la Tua Città                                                                         | Giuseppe Lucio Maria Preti  | Giuseppe Lucio Maria Preti | Giuseppe Lucio Maria Preti | 2 991   | 19,42   | 907                   | 5,95   | –     |       |
| Nuove Idee                                                                               | Giuseppe Lucio Maria Preti  | Giuseppe Lucio Maria Preti | Giuseppe Lucio Maria Preti | 2 991   | 19,42   | 821                   | 5,39   | –     |       |
|                                                                                          | Pietro Sorce                | Pietro Sorce               | Pietro Sorce               | 2 438   | 15,83   | Termini in Avanti     | 1 227  | 8,06  | 1     |
| Nuova Termini                                                                            | Pietro Sorce                | Pietro Sorce               | Pietro Sorce               | 2 438   | 15,83   | 948                   | 6,22   | –     |       |
| Termini Democratica                                                                      | Pietro Sorce                | Pietro Sorce               | Pietro Sorce               | 2 438   | 15,83   | 835                   | 5,48   | –     |       |
| Totale                                                                                   | Totale                      | 9 808                      | 100                        | 15 398  | 100     |                       | 15 231 | 100   | 16    |
|                                                                                          |                             |                            |                            |         |         |                       |        |       |       |
| https://www.repubblica.it/static/speciale/2017/elezioni/comunali/termini_imerese.html?ns |                             |                            |                            |         |         |                       |        |       |       |

## Libero consorzio comunale di Agrigento

### Palma di Montechiaro
|                               | Stefano Castellino ✔️ Sindaco | 5 347                | 47,46 | Nuova Palma        | 2 666  | 24,59 | 3  |  |  |
| Riprendiamoci il Futuro       | Stefano Castellino ✔️ Sindaco | 5 347                | 47,46 | 1 648              | 15,20  | 3     |    |  |  |
| Bene Comune                   | Stefano Castellino ✔️ Sindaco | 5 347                | 47,46 | 1 232              | 11,36  | 2     |    |  |  |
|                               | Rosario Bellanti              | 3 752                | 33,30 | Ama la Tua Città   | 2 224  | 20,51 | 3  |  |  |
| Unione di Centro              | Rosario Bellanti              | 3 752                | 33,30 | 1 425              | 13,14  | 1     |    |  |  |
| Seggio di coalizione          | Seggio di coalizione          | Seggio di coalizione | 33,30 | 1                  |        |       |    |  |  |
|                               | Martino Falsone               | 2 168                | 19,24 | Movimento 5 Stelle | 1 646  | 15,18 | 1  |  |  |
| Totale                        | Totale                        | 11 267               | 100   |                    | 10 841 | 100   | 16 |  |  |
|                               |                               |                      |       |                    |        |       |    |  |  |
| Fonte: Ministero dell'interno |                               |                      |       |                    |        |       |    |  |  |

### Sciacca
| Candidati                              | Candidati                    | II turno                | II turno                | I turno | I turno | Liste                                   | Voti   | %     | Seggi |
| Candidati                              | Candidati                    | Voti                    | %                       | Voti    | %       | Liste                                   | Voti   | %     | Seggi |
| -------------------------------------- | ---------------------------- | ----------------------- | ----------------------- | ------- | ------- | --------------------------------------- | ------ | ----- | ----- |
|                                        | Francesca Valenti ✔️ Sindaca | 9 611                   | 54,03                   | 6 125   | 25,68   | Sicilia Democratica-Sciacca Democratica | 1 996  | 8,74  | 4     |
| Partito Democratico                    | Francesca Valenti ✔️ Sindaca | 9 611                   | 54,03                   | 6 125   | 25,68   | 1 800                                   | 7,88   | 3     |       |
| Uniti per Sciacca                      | Francesca Valenti ✔️ Sindaca | 9 611                   | 54,03                   | 6 125   | 25,68   | 1 389                                   | 6,08   | 3     |       |
| Pdr-Sicilia Futura                     | Francesca Valenti ✔️ Sindaca | 9 611                   | 54,03                   | 6 125   | 25,68   | 1 357                                   | 5,94   | 2     |       |
| Nostra Sciacca                         | Francesca Valenti ✔️ Sindaca | 9 611                   | 54,03                   | 6 125   | 25,68   | 1 262                                   | 5,53   | 2     |       |
|                                        | Calogero Filippo Bono        | 8 177                   | 45,97                   | 7 335   | 30,75   | Alternativa Popolare                    | 2 670  | 11,69 | 2     |
| Forza Italia                           | Calogero Filippo Bono        | 8 177                   | 45,97                   | 7 335   | 30,75   | 2 228                                   | 9,75   | 3     |       |
| Sciacca al Centro                      | Calogero Filippo Bono        | 8 177                   | 45,97                   | 7 335   | 30,75   | 1 502                                   | 6,58   | 1     |       |
| Centristi per Sciacca-Progetto Sciacca | Calogero Filippo Bono        | 8 177                   | 45,97                   | 7 335   | 30,75   | 1 341                                   | 5,87   | 1     |       |
| Cantiere Popolare                      | Calogero Filippo Bono        | 8 177                   | 45,97                   | 7 335   | 30,75   | 280                                     | 1,23   | –     |       |
| Seggio di coalizione                   | Seggio di coalizione         | Seggio di coalizione    | 45,97                   | 7 335   | 30,75   | 1                                       |        |       |       |
|                                        | Fabio Termina                | Fabio Termina           | Fabio Termina           | 4 966   | 20,82   | Mizzica                                 | 2 128  | 9,32  | 1     |
| Futuro Presente                        | Fabio Termina                | Fabio Termina           | Fabio Termina           | 4 966   | 20,82   | 1 119                                   | 4,90   | –     |       |
|                                        | Domenico Mistretta           | Domenico Mistretta      | Domenico Mistretta      | 4 525   | 18,97   | Movimento 5 Stelle                      | 3 491  | 15,28 | 2     |
|                                        | Stefano Antonio Scaduto      | Stefano Antonio Scaduto | Stefano Antonio Scaduto | 902     | 3,78    | Servire Sciacca                         | 460    | 2,01  | –     |
| Totale                                 | Totale                       | 17 788                  | 100                     | 23 853  | 100     |                                         | 22 840 | 100   | 24    |
|                                        |                              |                         |                         |         |         |                                         |        |       |       |
| Fonte: Ministero dell'interno          |                              |                         |                         |         |         |                                         |        |       |       |

## Libero consorzio comunale di Caltanissetta

### Niscemi
| Candidati                     | Candidati                               | II turno                | II turno                | I turno | I turno | Liste                  | Voti   | %    | Seggi |
| Candidati                     | Candidati                               | Voti                    | %                       | Voti    | %       | Liste                  | Voti   | %    | Seggi |
| ----------------------------- | --------------------------------------- | ----------------------- | ----------------------- | ------- | ------- | ---------------------- | ------ | ---- | ----- |
|                               | Massimiliano Valentino Conti ✔️ Sindaco | 7 077                   | 58,65                   | 4 165   | 28,81   | Se la Ami la Cambi     | 1 313  | 9,41 | 5     |
| Adesso                        | Massimiliano Valentino Conti ✔️ Sindaco | 7 077                   | 58,65                   | 4 165   | 28,81   | 1 151                  | 8,25   | 5    |       |
| Andiamo Oltre                 | Massimiliano Valentino Conti ✔️ Sindaco | 7 077                   | 58,65                   | 4 165   | 28,81   | 78                     | 0,56   | –    |       |
|                               | Francesco La Rosa                       | 4 990                   | 41,35                   | 3 156   | 21,83   | La Voce del Popolo     | 1 162  | 8,33 | 1     |
| Movimento Rete Democratica    | Francesco La Rosa                       | 4 990                   | 41,35                   | 3 156   | 21,83   | 655                    | 4,69   | 1    |       |
| La Rosa Sindaco               | Francesco La Rosa                       | 4 990                   | 41,35                   | 3 156   | 21,83   | 37                     | 0,27   | –    |       |
| Seggio di coalizione          | Seggio di coalizione                    | Seggio di coalizione    | 41,35                   | 3 156   | 21,83   | 1                      |        |      |       |
|                               | Carmelo Giugno                          | Carmelo Giugno          | Carmelo Giugno          | 3 059   | 21,16   | Democrazia e Libertà   | 979    | 7,02 | 1     |
| Civitas Niscemi               | Carmelo Giugno                          | Carmelo Giugno          | Carmelo Giugno          | 3 059   | 21,16   | 782                    | 5,60   | 1    |       |
| Alleanza per Niscemi          | Carmelo Giugno                          | Carmelo Giugno          | Carmelo Giugno          | 3 059   | 21,16   | 333                    | 2,39   | –    |       |
|                               | Luigi Maria Cinquerrui                  | Luigi Maria Cinquerrui  | Luigi Maria Cinquerrui  | 1 929   | 13,34   | Iniziativa Democratica | 906    | 6,49 | 1     |
| Italia dei Valori             | Luigi Maria Cinquerrui                  | Luigi Maria Cinquerrui  | Luigi Maria Cinquerrui  | 1 929   | 13,34   | 318                    | 2,28   | –    |       |
|                               | Roberto Massimo Cunsolo                 | Roberto Massimo Cunsolo | Roberto Massimo Cunsolo | 1 448   | 10,02   | Movimento 5 Stelle     | 469    | 3,36 | –     |
|                               | Alberto Liardo                          | Alberto Liardo          | Alberto Liardo          | 553     | 3,83    | Rinascita              | 249    | 1,78 | –     |
|                               | Salvatore Tinnirello                    | Salvatore Tinnirello    | Salvatore Tinnirello    | 149     | 1,03    | Insieme Possiamo       | 68     | 0,49 | –     |
| Totale                        | Totale                                  | 12 067                  | 100                     | 14 456  | 100     |                        | 13 952 | 100  | 20    |
|                               |                                         |                         |                         |         |         |                        |        |      |       |
| Fonte: Ministero dell'interno |                                         |                         |                         |         |         |                        |        |      |       |

## Città metropolitana di Catania

### Aci Catena
|                                         | Sebastiano Oliveri ✔️ Sindaco | 7 333                | 46,64 | Alleanza Tricolore-Alternativa Popolare | 2 005  | 13,13 | 3  |  |  |
| La Nostra Aci Catena                    | Sebastiano Oliveri ✔️ Sindaco | 7 333                | 46,64 | 1 564                                   | 10,24  | 2     |    |  |  |
| Con Oliveri per la Città-Dk Demokrazia  | Sebastiano Oliveri ✔️ Sindaco | 7 333                | 46,64 | 1 297                                   | 8,50   | 2     |    |  |  |
| Orgoglio Catenoto                       | Sebastiano Oliveri ✔️ Sindaco | 7 333                | 46,64 | 1 048                                   | 6,86   | 2     |    |  |  |
| Libertà e Progresso Sicilia Democratica | Sebastiano Oliveri ✔️ Sindaco | 7 333                | 46,64 | 1 004                                   | 6,58   | 1     |    |  |  |
| #libera Acicatena                       | Sebastiano Oliveri ✔️ Sindaco | 7 333                | 46,64 | 305                                     | 2,00   | –     |    |  |  |
|                                         | Francesco Salvatore Petralia  | 6 480                | 41,21 | Insieme per Aci Catena                  | 1 720  | 11,27 | 1  |  |  |
| Pdr Sicilia Futura                      | Francesco Salvatore Petralia  | 6 480                | 41,21 | 1 508                                   | 9,88   | 1     |    |  |  |
| Partito Democratico                     | Francesco Salvatore Petralia  | 6 480                | 41,21 | 1 314                                   | 8,61   | 1     |    |  |  |
| Lo Strappo                              | Francesco Salvatore Petralia  | 6 480                | 41,21 | 1 162                                   | 7,61   | 1     |    |  |  |
| Impegno Onestà Trasparenza              | Francesco Salvatore Petralia  | 6 480                | 41,21 | 1 153                                   | 7,55   | 1     |    |  |  |
| Seggio di coalizione                    | Seggio di coalizione          | Seggio di coalizione | 41,21 | 1                                       |        |       |    |  |  |
|                                         | Bartolomeo Tagliavia          | 1 745                | 11,10 | Movimento 5 Stelle                      | 1 096  | 7,18  | –  |  |  |
|                                         | Basilio Orfila                | 166                  | 1,06  | Aci Catena Cambia Bene Comune           | 91     | 0,60  | –  |  |  |
| Totale                                  | Totale                        | 15 724               | 100   |                                         | 15 267 | 100   | 16 |  |  |
|                                         |                               |                      |       |                                         |        |       |    |  |  |
| Fonte: Ministero dell'interno           |                               |                      |       |                                         |        |       |    |  |  |

### Misterbianco
|                                           | Antonino Di Guardo ✔️ Sindaco | 13 334               | 52,33 | Misterbianco 2.0                   | 2 588  | 10,63 | 3  |  |  |
| Misterbianco Rinasce con Te               | Antonino Di Guardo ✔️ Sindaco | 13 334               | 52,33 | 2 067                              | 8,49   | 3     |    |  |  |
| Pdr Sicilia Futura                        | Antonino Di Guardo ✔️ Sindaco | 13 334               | 52,33 | 1 951                              | 8,02   | 3     |    |  |  |
| Unione Civica per Misterbianco-Santapaola | Antonino Di Guardo ✔️ Sindaco | 13 334               | 52,33 | 1 932                              | 7,94   | 2     |    |  |  |
| Lavoro Cultura Solidarietà                | Antonino Di Guardo ✔️ Sindaco | 13 334               | 52,33 | 1 757                              | 7,22   | 2     |    |  |  |
| Movimento Volontari per Misterbianco      | Antonino Di Guardo ✔️ Sindaco | 13 334               | 52,33 | 1 446                              | 5,94   | 2     |    |  |  |
| Misterbianco Civica-Idee per Cambiare     | Antonino Di Guardo ✔️ Sindaco | 13 334               | 52,33 | 1 371                              | 5,63   | 2     |    |  |  |
| Ama Misterbianco                          | Antonino Di Guardo ✔️ Sindaco | 13 334               | 52,33 | 1 126                              | 4,63   | –     |    |  |  |
| Si                                        | Antonino Di Guardo ✔️ Sindaco | 13 334               | 52,33 | 452                                | 1,86   | –     |    |  |  |
|                                           | Giuseppe Marco Corsaro        | 7 697                | 30,21 | Guardiamo Avanti                   | 1 726  | 7,09  | 2  |  |  |
| Bene Comune                               | Giuseppe Marco Corsaro        | 7 697                | 30,21 | 1 693                              | 6,96   | 2     |    |  |  |
| La Voce di Misterbianco                   | Giuseppe Marco Corsaro        | 7 697                | 30,21 | 964                                | 3,96   | –     |    |  |  |
| Misterbianco del Domani                   | Giuseppe Marco Corsaro        | 7 697                | 30,21 | 740                                | 3,04   | –     |    |  |  |
| Noi per Misterbianco                      | Giuseppe Marco Corsaro        | 7 697                | 30,21 | 492                                | 2,02   | –     |    |  |  |
| Liberi e Forti per Misterbianco           | Giuseppe Marco Corsaro        | 7 697                | 30,21 | 299                                | 1,23   | –     |    |  |  |
| Alternativa Popolare                      | Giuseppe Marco Corsaro        | 7 697                | 30,21 | 127                                | 0,52   | –     |    |  |  |
| Seggio di coalizione                      | Seggio di coalizione          | Seggio di coalizione | 30,21 | 1                                  |        |       |    |  |  |
|                                           | Giuseppe Di Stefano           | 2 873                | 11,27 | Movimento 5 Stelle                 | 1 806  | 7,42  | 2  |  |  |
|                                           | Maria Antonia Buzzanca        | 1 578                | 6,19  | Forza Italia-Progetto Misterbianco | 1 132  | 4,65  | –  |  |  |
| Buzzanca Sindaco                          | Maria Antonia Buzzanca        | 1 578                | 6,19  | 530                                | 2,18   | –     |    |  |  |
| Orgoglio Siciliano                        | Maria Antonia Buzzanca        | 1 578                | 6,19  | 136                                | 0,56   | –     |    |  |  |
| Totale                                    | Totale                        | 25 482               | 100   |                                    | 24 335 | 100   | 24 |  |  |
|                                           |                               |                      |       |                                    |        |       |    |  |  |
| Fonte: Ministero dell'interno             |                               |                      |       |                                    |        |       |    |  |  |

### Palagonia
| Candidati                     | Candidati                   | II turno                 | II turno                 | I turno | I turno | Liste                 | Voti  | %     | Seggi |
| Candidati                     | Candidati                   | Voti                     | %                        | Voti    | %       | Liste                 | Voti  | %     | Seggi |
| ----------------------------- | --------------------------- | ------------------------ | ------------------------ | ------- | ------- | --------------------- | ----- | ----- | ----- |
|                               | Salvatore Astuti ✔️ Sindaco | 4 640                    | 42,21                    | 3 247   | 33,53   | Uniti per Palagonia   | 1 708 | 18,30 | 5     |
| Pdr Sicilia Futura            | Salvatore Astuti ✔️ Sindaco | 4 640                    | 42,21                    | 3 247   | 33,53   | 817                   | 8,75  | 2     |       |
| Palagonia nel Cuore           | Salvatore Astuti ✔️ Sindaco | 4 640                    | 42,21                    | 3 247   | 33,53   | 661                   | 7,08  | 2     |       |
| Ridisegniamo Palagonia        | Salvatore Astuti ✔️ Sindaco | 4 640                    | 42,21                    | 3 247   | 33,53   | 561                   | 6,01  | 1     |       |
|                               | Salvatore Valerio Marletta  | 3 652                    | 33,22                    | 2 897   | 29,92   | Palagonia Bene Comune | 1 256 | 13,46 | 1     |
| Palagonia Andiamo Avanti      | Salvatore Valerio Marletta  | 3 652                    | 33,22                    | 2 897   | 29,92   | 801                   | 8,58  | 1     |       |
| Seggio di coalizione          | Seggio di coalizione        | Seggio di coalizione     | 33,22                    | 2 897   | 29,92   | 1                     |       |       |       |
|                               | Gaetano Benincasa           | Gaetano Benincasa        | Gaetano Benincasa        | 2 552   | 26,36   | Forza Italia          | 1 238 | 13,26 | 2     |
| Riscatta la Tua Città         | Gaetano Benincasa           | Gaetano Benincasa        | Gaetano Benincasa        | 2 552   | 26,36   | 789                   | 8,45  | 1     |       |
| Alternativa Popolare          | Gaetano Benincasa           | Gaetano Benincasa        | Gaetano Benincasa        | 2 552   | 26,36   | 511                   | 5,48  | –     |       |
| Sicilia Democratica           | Gaetano Benincasa           | Gaetano Benincasa        | Gaetano Benincasa        | 2 552   | 26,36   | 106                   | 1,14  | –     |       |
|                               | Alessandro Carmelo Gueli    | Alessandro Carmelo Gueli | Alessandro Carmelo Gueli | 606     | 6,26    | Gueli per Palagonia   | 514   | 5,51  | –     |
|                               | Salvatore Salerno           | Salvatore Salerno        | Salvatore Salerno        | 245     | 2,53    | Movimento 5 Stelle    | 267   | 2,86  | –     |
|                               | Salvatore Tutino            | Salvatore Tutino         | Salvatore Tutino         | 136     | 1,40    | La Voce del Popolo    | 104   | 1,11  | –     |
| Totale                        | Totale                      | 10 992                   | 100                      | 9 683   | 100     |                       | 9 333 | 100   | 16    |
|                               |                             |                          |                          |         |         |                       |       |       |       |
| Fonte: Ministero dell'interno |                             |                          |                          |         |         |                       |       |       |       |

### Paternò
|                                        | Antonino Naso ✔️ Sindaco           | 13 063               | 46,05 | Nino Naso Sindaco       | 3 333  | 12,16 | 6  |  |  |
| Paternò On                             | Antonino Naso ✔️ Sindaco           | 13 063               | 46,05 | 2 981                   | 10,87  | 5     |    |  |  |
| Presenti Sempre                        | Antonino Naso ✔️ Sindaco           | 13 063               | 46,05 | 2 048                   | 7,47   | 3     |    |  |  |
| Uniti per Paternò                      | Antonino Naso ✔️ Sindaco           | 13 063               | 46,05 | 1 278                   | 4,66   | –     |    |  |  |
| Paternò Civica-Idee per Cambiare       | Antonino Naso ✔️ Sindaco           | 13 063               | 46,05 | 1 249                   | 4,56   | –     |    |  |  |
| Fratelli di Paternò                    | Antonino Naso ✔️ Sindaco           | 13 063               | 46,05 | 1 147                   | 4,18   | –     |    |  |  |
| Movimento Animalisti                   | Antonino Naso ✔️ Sindaco           | 13 063               | 46,05 | 194                     | 0,71   | –     |    |  |  |
|                                        | Antonino Alberto Alessio Distefano | 8 400                | 29,61 | Forza Italia            | 2 492  | 9,09  | 3  |  |  |
| Paternò 2.0                            | Antonino Alberto Alessio Distefano | 8 400                | 29,61 | 2 024                   | 7,38   | 3     |    |  |  |
| Patto Popolare                         | Antonino Alberto Alessio Distefano | 8 400                | 29,61 | 1 277                   | 4,66   | –     |    |  |  |
| Libera Paternò                         | Antonino Alberto Alessio Distefano | 8 400                | 29,61 | 1 274                   | 4,65   | –     |    |  |  |
| Rialzati Paternò                       | Antonino Alberto Alessio Distefano | 8 400                | 29,61 | 1 229                   | 4,48   | –     |    |  |  |
| Anthony Distefano Sindaco              | Antonino Alberto Alessio Distefano | 8 400                | 29,61 | 1 130                   | 4,12   | –     |    |  |  |
| Nuovi Orizzonti                        | Antonino Alberto Alessio Distefano | 8 400                | 29,61 | 909                     | 3,32   | –     |    |  |  |
| Seggio di coalizione                   | Seggio di coalizione               | Seggio di coalizione | 29,61 | 1                       |        |       |    |  |  |
|                                        | Salvatore La Delfa                 | 4 584                | 16,16 | Movimento 5 Stelle      | 2 775  | 10,12 | 3  |  |  |
|                                        | Mauro Mangano                      | 1 910                | 6,73  | Democratici per Paternò | 1 068  | 3,90  | –  |  |  |
| Avanti Semplicemente con Mauro Mangano | Mauro Mangano                      | 1 910                | 6,73  | 845                     | 3,08   | –     |    |  |  |
|                                        | Antonino Lombardo                  | 408                  | 1,44  | Niente Sarà Come Prima  | 160    | 0,58  | –  |  |  |
| Totale                                 | Totale                             | 28 365               | 100   |                         | 27 413 | 100   | 24 |  |  |
|                                        |                                    |                      |       |                         |        |       |    |  |  |
| Fonte: Ministero dell'interno          |                                    |                      |       |                         |        |       |    |  |  |

### Scordia
| Candidati                         | Candidati                      | II turno                | II turno                | I turno | I turno | Liste                                              | Voti  | %     | Seggi |
| Candidati                         | Candidati                      | Voti                    | %                       | Voti    | %       | Liste                                              | Voti  | %     | Seggi |
| --------------------------------- | ------------------------------ | ----------------------- | ----------------------- | ------- | ------- | -------------------------------------------------- | ----- | ----- | ----- |
|                                   | Francesco Barchitta ✔️ Sindaco | 3 682                   | 53,70                   | 2 653   | 28,71   | Barchitta Sindaco                                  | 1 482 | 17,19 | 7     |
| Sempre Scordia - Gruppo Barchitta | Francesco Barchitta ✔️ Sindaco | 3 682                   | 53,70                   | 2 653   | 28,71   | 641                                                | 7,44  | 3     |       |
|                                   | Maria Contarino                | 3 174                   | 46,30                   | 1 412   | 15,28   | Movimento 5 Stelle                                 | 1 081 | 12,54 | 1     |
| Seggio di coalizione              | Seggio di coalizione           | Seggio di coalizione    | 46,30                   | 1 412   | 15,28   | 1                                                  |       |       |       |
|                                   | Vincenzo Gueli                 | Vincenzo Gueli          | Vincenzo Gueli          | 1 334   | 14,44   | L'Altra Sinistra Progetto Civico per Gueli Sindaco | 456   | 5,29  | –     |
|                                   | Francesco Leonardi             | Francesco Leonardi      | Francesco Leonardi      | 1 204   | 13,03   | Uniti per Scordia                                  | 708   | 8,21  | 1     |
| Scordia 2.0                       | Francesco Leonardi             | Francesco Leonardi      | Francesco Leonardi      | 1 204   | 13,03   | 603                                                | 6,99  | –     |       |
| Cultura Calatina                  | Francesco Leonardi             | Francesco Leonardi      | Francesco Leonardi      | 1 204   | 13,03   | 175                                                | 2,03  | –     |       |
|                                   | Vincenzo Di Benedetto          | Vincenzo Di Benedetto   | Vincenzo Di Benedetto   | 1 119   | 12,11   | Noi Cittadini per Scordia                          | 901   | 10,45 | 1     |
| Forza Italia                      | Vincenzo Di Benedetto          | Vincenzo Di Benedetto   | Vincenzo Di Benedetto   | 1 119   | 12,11   | 452                                                | 5,24  | 1     |       |
| Unione Pdr Sicilia Futura         | Vincenzo Di Benedetto          | Vincenzo Di Benedetto   | Vincenzo Di Benedetto   | 1 119   | 12,11   | 115                                                | 1,33  | –     |       |
|                                   | Rocco Salvatore Agnello        | Rocco Salvatore Agnello | Rocco Salvatore Agnello | 787     | 8,52    | Fare Bene per Scordia                              | 690   | 8,00  | 1     |
|                                   | Maria Germanà                  | Maria Germanà           | Maria Germanà           | 457     | 4,95    | Scordia Può                                        | 434   | 5,03  | –     |
|                                   | José D'Amico                   | José D'Amico            | José D'Amico            | 274     | 2,97    | Partito Democratico                                | 259   | 3,00  | –     |
| Totale                            | Totale                         | 6 856                   | 100                     | 9 240   | 100     |                                                    | 8 621 | 100   | 16    |
|                                   |                                |                         |                         |         |         |                                                    |       |       |       |
| Fonte: Ministero dell'interno     |                                |                         |                         |         |         |                                                    |       |       |       |

## Libero consorzio comunale di Ragusa

### Pozzallo
|                               | Roberto Ammatuna ✔️ Sindaco | 4 617                | 44,10 | Roberto Sindaco             | 1 481 | 15,20 | 4  |  |  |
| Pozzallo al Centro            | Roberto Ammatuna ✔️ Sindaco | 4 617                | 44,10 | 1 366                       | 14,02 | 4     |    |  |  |
| Facciamo un Gruppo            | Roberto Ammatuna ✔️ Sindaco | 4 617                | 44,10 | 953                         | 9,78  | 2     |    |  |  |
|                               | Raffaele Monte              | 2 661                | 25,42 | Città Comune-Monte Sindaco  | 1 272 | 13,06 | 2  |  |  |
| Crescere Insieme              | Raffaele Monte              | 2 661                | 25,42 | 886                         | 9,09  | 1     |    |  |  |
| Avanti Tutta                  | Raffaele Monte              | 2 661                | 25,42 | 547                         | 5,61  | 1     |    |  |  |
| Seggio di coalizione          | Seggio di coalizione        | Seggio di coalizione | 25,42 | 1                           |       |       |    |  |  |
|                               | Giuseppe Asta               | 1 228                | 11,73 | Ripartiamo                  | 417   | 4,28  | –  |  |  |
| Uniti per Pozzallo            | Giuseppe Asta               | 1 228                | 11,73 | 401                         | 4,12  | –     |    |  |  |
| Efforza Pozzallo              | Giuseppe Asta               | 1 228                | 11,73 | 345                         | 3,54  | –     |    |  |  |
|                               | Antonella Giannone          | 826                  | 7,89  | Movimento 5 Stelle          | 585   | 6,00  | –  |  |  |
|                               | Paoletta Susino             | 641                  | 6,12  | Partito Socialista Italiano | 464   | 4,76  | –  |  |  |
| Partito Democratico           | Paoletta Susino             | 641                  | 6,12  | 257                         | 2,64  | –     |    |  |  |
| Paoletta Susino Sindaco       | Paoletta Susino             | 641                  | 6,12  | 110                         | 1,13  | –     |    |  |  |
|                               | Pietro Storniolo            | 497                  | 4,75  | Progetto per il Futuro      | 658   | 6,75  | 1  |  |  |
| Totale                        | Totale                      | 10 470               | 100   |                             | 9 742 | 100   | 16 |  |  |
|                               |                             |                      |       |                             |       |       |    |  |  |
| Fonte: Ministero dell'interno |                             |                      |       |                             |       |       |    |  |  |

## Libero consorzio comunale di Siracusa

### Avola
|                                    | Giovanni Luca Cannata ✔️ Sindaco | 12 839               | 68,84 | Avola...La Nostra Terra | 3 261  | 19,35 | 6  |  |  |
| Primavera Italia                   | Giovanni Luca Cannata ✔️ Sindaco | 12 839               | 68,84 | 1 894                   | 11,24  | 3     |    |  |  |
| Avola con Il Popolo della Famiglia | Giovanni Luca Cannata ✔️ Sindaco | 12 839               | 68,84 | 1 645                   | 9,76   | 3     |    |  |  |
| I Love Avola                       | Giovanni Luca Cannata ✔️ Sindaco | 12 839               | 68,84 | 1 615                   | 9,58   | 2     |    |  |  |
| Insieme per Avola                  | Giovanni Luca Cannata ✔️ Sindaco | 12 839               | 68,84 | 1 220                   | 7,24   | 2     |    |  |  |
| Forza Avola                        | Giovanni Luca Cannata ✔️ Sindaco | 12 839               | 68,84 | 1 110                   | 6,59   | 2     |    |  |  |
| Futuro Migliore                    | Giovanni Luca Cannata ✔️ Sindaco | 12 839               | 68,84 | 581                     | 3,45   | –     |    |  |  |
| Continuiamo la Favola              | Giovanni Luca Cannata ✔️ Sindaco | 12 839               | 68,84 | 13                      | 0,08   | –     |    |  |  |
|                                    | Giuseppe Caldarella              | 3 275                | 17,56 | Cantiere Popolare       | 1 090  | 6,47  | 2  |  |  |
| Partito Democratico                | Giuseppe Caldarella              | 3 275                | 17,56 | 1 029                   | 6,11   | 2     |    |  |  |
| Pdr Sicilia Futura                 | Giuseppe Caldarella              | 3 275                | 17,56 | 892                     | 5,29   | –     |    |  |  |
| Sicilia Democratica                | Giuseppe Caldarella              | 3 275                | 17,56 | 340                     | 2,02   | –     |    |  |  |
| Seggio di coalizione               | Seggio di coalizione             | Seggio di coalizione | 17,56 | 1                       |        |       |    |  |  |
|                                    | Giuseppe Papa                    | 1 101                | 5,90  | Movimento 5 Stelle      | 1 044  | 6,20  | 1  |  |  |
|                                    | Paolo Corrado Caruso             | 687                  | 3,68  | Uniti per Avola         | 447    | 2,65  | –  |  |  |
|                                    | Daniele Calvo                    | 583                  | 3,13  | Un Passo Avanti         | 549    | 3,26  | –  |  |  |
|                                    | Simone Libro                     | 166                  | 0,89  | Aria Nuova              | 120    | 0,71  | –  |  |  |
| Totale                             | Totale                           | 18 651               | 100   |                         | 16 850 | 100   | 24 |  |  |
|                                    |                                  |                      |       |                         |        |       |    |  |  |
| Fonte: Ministero dell'interno      |                                  |                      |       |                         |        |       |    |  |  |

### Floridia
| Candidati                                 | Candidati                  | II turno             | II turno            | I turno | I turno | Liste                                | Voti   | %     | Seggi |
| Candidati                                 | Candidati                  | Voti                 | %                   | Voti    | %       | Liste                                | Voti   | %     | Seggi |
| ----------------------------------------- | -------------------------- | -------------------- | ------------------- | ------- | ------- | ------------------------------------ | ------ | ----- | ----- |
|                                           | Giovanni Limoli ✔️ Sindaco | 6 017                | 59,04               | 3 468   | 27,59   | Movimento Civico Progresso e Civiltà | 1 809  | 15,33 | 3     |
| Floridia Libera                           | Giovanni Limoli ✔️ Sindaco | 6 017                | 59,04               | 3 468   | 27,59   | 1 351                                | 11,45  | 2     |       |
| Lista per Floridia                        | Giovanni Limoli ✔️ Sindaco | 6 017                | 59,04               | 3 468   | 27,59   | 252                                  | 2,14   | –     |       |
|                                           | Orazio Scalorino           | 4 174                | 40,96               | 3 452   | 27,46   | Floridia in Comune                   | 1 501  | 12,72 | 2     |
| Partito Democratico                       | Orazio Scalorino           | 4 174                | 40,96               | 3 452   | 27,46   | 1 275                                | 10,81  | 1     |       |
| Orazio Scalorino Sindaco                  | Orazio Scalorino           | 4 174                | 40,96               | 3 452   | 27,46   | 862                                  | 7,31   | 1     |       |
| Seggio di coalizione                      | Seggio di coalizione       | Seggio di coalizione | 40,96               | 3 452   | 27,46   | 1                                    |        |       |       |
|                                           | Salvatore Burgio           | Salvatore Burgio     | Salvatore Burgio    | 2 009   | 15,98   | Riparti Floridia (A)                 | 1 002  | 8,49  | 2     |
| Cambiala (A)                              | Salvatore Burgio           | Salvatore Burgio     | Salvatore Burgio    | 2 009   | 15,98   | 944                                  | 8,00   | 2     |       |
|                                           | Francesco Conti            | Francesco Conti      | Francesco Conti     | 1 631   | 12,98   | Movimento 5 Stelle                   | 986    | 8,36  | 1     |
|                                           | Giuseppe Bastante          | Giuseppe Bastante    | Giuseppe Bastante   | 737     | 5,86    | #noicisiamo (A)                      | 635    | 5,38  | 1     |
| Movimento Cittàttive con Bastante Sindaco | Giuseppe Bastante          | Giuseppe Bastante    | Giuseppe Bastante   | 737     | 5,86    | 60                                   | 0,51   | –     |       |
|                                           | Pasquale Romano            | Pasquale Romano      | Pasquale Romano     | 508     | 4,04    | Orizzontetico                        | 389    | 3,30  | –     |
|                                           | Stefano Petruzzello        | Stefano Petruzzello  | Stefano Petruzzello | 438     | 3,48    | Primavera Floridiana                 | 388    | 3,29  | –     |
|                                           | Osvaldo Russo              | Osvaldo Russo        | Osvaldo Russo       | 326     | 2,59    | Gente Comune                         | 244    | 2,07  | –     |
| Totale                                    | Totale                     | 10 191               | 100                 | 12 569  | 100     |                                      | 11 798 | 100   | 16    |
|                                           |                            |                      |                     |         |         |                                      |        |       |       |
| Fonte: Ministero dell'interno             |                            |                      |                     |         |         |                                      |        |       |       |

## Libero consorzio comunale di Trapani

### Trapani
| Candidati                     | Candidati         | II turno          | II turno          | I turno | I turno | Liste                 | Voti   | %     | Seggi |
| Candidati                     | Candidati         | Voti              | %                 | Voti    | %       | Liste                 | Voti   | %     | Seggi |
| ----------------------------- | ----------------- | ----------------- | ----------------- | ------- | ------- | --------------------- | ------ | ----- | ----- |
|                               | Piero Savona      | 14 536            | 100,00            | 8 732   | 26,27   | Partito Democratico   | 3 830  | 12,24 | –     |
| Cittadini per Trapani         | Piero Savona      | 14 536            | 100,00            | 8 732   | 26,27   | 2 639                 | 8,43   | –     |       |
| Trapani Svegliati             | Piero Savona      | 14 536            | 100,00            | 8 732   | 26,27   | 2 074                 | 6,63   | –     |       |
|                               | Girolamo Fazio    | 0                 | 0,00              | 10 566  | 31,79   | Lista per Fazio       | 3 458  | 11,05 | –     |
| Uniti per il Futuro           | Girolamo Fazio    | 0                 | 0,00              | 10 566  | 31,79   | 3 157                 | 10,09  | –     |       |
| Trapani Tua-Unione di Centro  | Girolamo Fazio    | 0                 | 0,00              | 10 566  | 31,79   | 1 610                 | 5,15   | –     |       |
| Progetto per Trapani          | Girolamo Fazio    | 0                 | 0,00              | 10 566  | 31,79   | 1 600                 | 5,11   | –     |       |
| Io ci Sono                    | Girolamo Fazio    | 0                 | 0,00              | 10 566  | 31,79   | 482                   | 1,54   | –     |       |
|                               | Antonio D'Alì     | Antonio D'Alì     | Antonio D'Alì     | 7 797   | 23,46   | Forza Italia          | 4 442  | 14,20 | –     |
| Partito Socialista Italiano   | Antonio D'Alì     | Antonio D'Alì     | Antonio D'Alì     | 7 797   | 23,46   | 2 561                 | 8,19   | –     |       |
| Per la Grande Città           | Antonio D'Alì     | Antonio D'Alì     | Antonio D'Alì     | 7 797   | 23,46   | 1 146                 | 3,66   | –     |       |
|                               | Marcello Maltese  | Marcello Maltese  | Marcello Maltese  | 5 574   | 16,77   | Movimento 5 Stelle    | 3 754  | 12,00 | –     |
|                               | Giuseppe Marascia | Giuseppe Marascia | Giuseppe Marascia | 566     | 1,70    | Città a Misura d'Uomo | 534    | 1,71  | –     |
| Totale                        | Totale            | 14 536            | 100               | 33 235  | 100     |                       | 31 287 | 100   | 24    |
|                               |                   |                   |                   |         |         |                       |        |       |       |
| Fonte: Ministero dell'interno |                   |                   |                   |         |         |                       |        |       |       |

### Erice
|                                         | Daniela Toscano Pecorella ✔️ Sindaca | 5 910                | 41,06 | Partito Democratico       | 1 410  | 10,32 | 2  |  |  |
| Insieme con Giacomo Tranchida per Erice | Daniela Toscano Pecorella ✔️ Sindaca | 5 910                | 41,06 | 1 146                     | 8,39   | 2     |    |  |  |
| Daniela Toscano Sindaco per Erice       | Daniela Toscano Pecorella ✔️ Sindaca | 5 910                | 41,06 | 1 101                     | 8,06   | 2     |    |  |  |
| Cives per Erice                         | Daniela Toscano Pecorella ✔️ Sindaca | 5 910                | 41,06 | 1 085                     | 7,94   | 2     |    |  |  |
| Erice che Vogliamo                      | Daniela Toscano Pecorella ✔️ Sindaca | 5 910                | 41,06 | 926                       | 6,78   | 1     |    |  |  |
| Cittadini per Erice                     | Daniela Toscano Pecorella ✔️ Sindaca | 5 910                | 41,06 | 716                       | 5,24   | –     |    |  |  |
|                                         | Luigi Nacci                          | 3 475                | 24,14 | Svolta Democratica        | 1 016  | 7,44  | 1  |  |  |
| Alternativa per Erice                   | Luigi Nacci                          | 3 475                | 24,14 | 767                       | 5,62   | 1     |    |  |  |
| Partito Socialista Italiano             | Luigi Nacci                          | 3 475                | 24,14 | 665                       | 4,87   | –     |    |  |  |
| Erice per l'Università                  | Luigi Nacci                          | 3 475                | 24,14 | 642                       | 4,70   | –     |    |  |  |
| Forza Italia                            | Luigi Nacci                          | 3 475                | 24,14 | 628                       | 4,60   | –     |    |  |  |
| Sicilia Democratica                     | Luigi Nacci                          | 3 475                | 24,14 | 30                        | 0,22   | –     |    |  |  |
| Seggio di coalizione                    | Seggio di coalizione                 | Seggio di coalizione | 24,14 | 1                         |        |       |    |  |  |
|                                         | Maurizio Oddo                        | 1 830                | 12,71 | Movimento 5 Stelle        | 1 244  | 9,11  | 2  |  |  |
|                                         | Maurizio Giuseppe Sinatra            | 1 586                | 11,02 | Alleanza Civica per Erice | 523    | 3,83  | –  |  |  |
| Pdr Sicilia Futura                      | Maurizio Giuseppe Sinatra            | 1 586                | 11,02 | 377                       | 2,76   | –     |    |  |  |
|                                         | Paola Daniela Virgilio               | 834                  | 5,79  | Area Attiva               | 317    | 2,32  | –  |  |  |
| Giovani per Erice                       | Paola Daniela Virgilio               | 834                  | 5,79  | 185                       | 1,35   | –     |    |  |  |
| Erice Progetto Europa                   | Paola Daniela Virgilio               | 834                  | 5,79  | 170                       | 1,24   | –     |    |  |  |
|                                         | Concetta Montalto                    | 760                  | 5,28  | Movimento Nati Liberi     | 711    | 5,21  | 1  |  |  |
| Totale                                  | Totale                               | 14 395               | 100   |                           | 13 659 | 100   | 16 |  |  |
|                                         |                                      |                      |       |                           |        |       |    |  |  |
| Fonte: Ministero dell'interno           |                                      |                      |       |                           |        |       |    |  |  |